# Emmen (Hollandia)
Emmen város és alapfokú önkormányzatú közigazgatási egység, azaz község Hollandia északnyugati részén, Drenthe tartományban. Közigazgatásilag 26 település tartozik hozzá.

## Története
Emmen egy tipikus tervezett város, több olyan kicsi gazdálkodó és tőzeggyűjtő közösségből nőtt ki, amelyek a középkor óta tarkították Drenthe tartományt. Ezeknek a közösségeknek a nyomai ma is láthatók Westenesch, Noordbarge és Zuidbarge városrészekben: sajátos történelmük és településszerkezetük van, de ma már körülveszik őket a külvárosok.
A város csak a második világháború után kezdett terjeszkedni. A külvárosok az óramutató járásával megegyező irányban épültek Emmen óvárosa körül, elsőként északon Emmermeer, majd Angelslo (egy azonos nevű öreg falu lerombolása után), Emmerhout (akkoriban híres volt arról, hogy az erdőben építették, kissé távol a várostól), Bargeres, Rietlanden és Parc Sandur. Az legfiatalabb külváros, Delftlanden építése csak nemrég kezdődött el; egyelőre az utcák vonalát jelölték ki, a házak és egyéb épületek felépítése még várat magára.
Van a városban néhány történelmi jelentőségű hely, köztük a piactéren álló templom (a középkori templom helyén), a 20. század elején épült törvényszék és a hasonló korú postahivatal.
A gazdaság fellendülésében jelentős szerepe volt az 1980-as évek óta az állatkertnek, a Dierenpark Emmennek. Az 1930-as években megnyílt állatkertet az 1970-es években majdnem teljesen újjáépítették, évente több mint másfél millió látogatót vonz. Tulajdonosa ma az önkormányzat. A város ipari központ is, a fontos cégek között találjuk a Teijin Twaront, a DSM Engeneering Plasticsot, a Wellmant és a Diolen Industrial Fiberst. Jelentős a kertészet, amit kiterjedt üvegházkomplexumokban művelnek, főleg Klazienaveen és Erica környékén. Emmenben található a holland Állami Térképészeti Hivatal. A város mintegy 38 ezer embernek ad állást.
Emmen Drenthe legnépesebb városi területe, bár a tartomány székhelye Emmen. A körzet az egyik legnagyobb Hollandiában, igaz, a vidék képe a város határain kívül meglehetősen falusias. A fontosabb falvak Emmer-Compascuum, Klazienaveen, Nieuw-Amsterdam és Schoonebeek.

## Népesség
Emmen körzet népessége 108 863 fő, ennek mintegy a fele, 51 510 él a városban (2004). A 19. században még csak kb. 3000 lakosa volt, ez jól szemlélteti Emmen gyors növekedését az elmúlt 150 évben.

## Háztartások száma
Emmen háztartásainak száma az elmúlt években az alábbi módon változott:
| Háztartások száma | 47 745 | 47 773 | 47 787 | 47 638 | 47 564 | 47 814 |
|                   | 2010   | 2011   | 2012   | 2013   | 2014   | 2015   |

## Közlekedés
Emmennek mindössze egyetlen vasúti kapcsolata van, Zwolléval, innen viszont el lehet jutni az ország többi részébe. Emellett két buszpályaudvaráról gyakori és rendszeres buszjáratok biztosítják az összeköttetést Groningennel, Hoogeveennel és Emmennel, akárcsak a környező falvakkal és a németországi Meppennel. Autóval a város megközelíthető Zwolle felől az N34-es groningeni és Hoogeveen felől az A37-es meppeni úton, az N381-es Drachten, az N391-es Veendam felé visz. A legközelebbi repülőtér a 45 km-re északnyugatra levő groningeni Eelde reptér. Ezenkívül vízi úton is el lehet jutni Nieuw-Amsterdamon keresztül Coevordenbe, Hoogeveenbe és Almelóba.